# Orel Géza
Orel Géza (Borszörcsök, 1850. február 15. - 1929. július) pénzügyi igazgatóhelyettes, miniszteri tanácsos, költő.

## Élete
Orel József kántortanító és Hoffmann Anna fia. A gimnáziumot Pápán, Veszprémben, Székesfehérvárt, Egerben, Kassán, Sopronban, Nagyszombatban, vgéül Szombathelyen végezte el 1870-ben. Ezután Vácott papnövendék lett, honnét azonban rövid idő múlva Győrbe ment jogásznak. A második év első felének befejezése után Veszprémben honvédhuszárnak állott. Hét havi katonáskodás után újra visszament papnövendéknek, ahol ismét egy évet töltött. Miután kilépett és jogi tanulmányait akarta folytatni Budapesten, 1873. október 1-ére a honvédséghez behívták és a Ludovika akadémiára küldték.
Tanulmányainak elvégzése után tényleges szolgálatban maradt és 1874 őszén a magyar királyi honvéd főparancsnoksághoz vezényelték. 1875. áprilisában tartalékba helyezték és ezen évben a kincstári jogügyek igazgatóságához segéd irodatisztnek nevezték ki. 1876-ban a váci országos fegyintézetnél tiszti írnok, de hivatala alatt a Budapesti Egyetemen a jogi tanulmányait is befejezte. Az államtudományi államvizsgát a pápai ev. ref. főiskolán, a jogtudományit pedig a Kassai Jogakadémián letette. 1877-től a kaposvári királyi törvényszéknél írnok, 1879-től a szegszárdi, 1884-től a szombathelyi illeték-kiszabási hivatalnál, 1889-től a tordai, 1892-től az egri pénzügyigazgatóságnál fogalmazó, majd segédtitkár, 1894-től a budapestvidékinél segédtitkár, 1895-től titkár, 1900-tól a nagykárolyi, végül 1901-től a nyitrai pénzügyigazgatóságnál igazgatói helyettes.
Budapesten a farkasréti temetőben helyezték örök nyugalomra.
A Somogymegyei Leányközépiskola-egyesület elnöke volt. A kaposvári leánylíceum alapítója.

## Emlékezete
- Orel Géza-jutalomdíj, Kaposvár

## Művei
- 1887 Költemények. Szombathely, 1887 (Ism. Vasmegyei Lapok 46. sz., 2. bőv. kiadás. Eger, 1893.).
- 1906 Thököly diplomatiája 1681 jún.-tól 1686-ig. Budapest.

Cikkei a Vasmegyei Lapokban és a Vasmegyei Közlönyben (1885–1889) jelentek meg.